# Plon główny
Plon główny – 1. roślina zajmująca pole przez większą część okresu wegetacyjnego. Pomiędzy plonami głównymi można uprawiać międzyplony.
2. Części roślin, dla których głównie uprawia się daną roślinę, np. ziarno zbóż, korzenie buraków.